# Eristalis horticola
Eristalis horticola là một loài ruồi trong họ Ruồi giả ong (Syrphidae). Loài này được De Geer mô tả khoa học đầu tiên năm 1776. Eristalis horticola phân bố ở vùng Cổ Bắc giới